# Rockstar 101
 (mai 2025).
Si vous disposez d'ouvrages ou d'articles de référence ou si vous connaissez des sites web de qualité traitant du thème abordé ici, merci de compléter l'article en donnant les références utiles à sa vérifiabilité et en les liant à la section « Notes et références ».
Pour les articles homonymes, voir Rockstar.
Singles par Rihanna
Rude Boy
(2010) Te Amo
(2010)
Singles par Slash
By The Sword
(2010) Back from Cali
(2010)
Rockstar 101 est un titre de Rihanna avec la participation du guitariste Slash (anciennement membre des Guns N' Roses et du groupe Velvet Revolver). Rockstar 101 se trouve sur le quatrième album de la chanteuse, Rated R. C'est le cinquième single de l'album.
Le titre succède ainsi à Russian Roulette, Hard et Rude Boy aux États-Unis.
Rihanna a interprété Rockstar 101 sur la plateau de l'émission American Idol (version américaine de la Nouvelle Star) le 7 avril 2010. 
Dans le clip de la chanson figure Travis Barker, le batteur du groupe Blink-182 qui avait donné des cours de batterie à Rihanna en vue de sa tournée mondiale « Last Girl on Earth Tour ».